# Jeremy van Mullem
Jeremy van Mullem (Vlaardingen, 18 marzo 1999) è un calciatore olandese, difensore dell'Omonia Aradippou.

## Carriera
Cresciuto nel settore giovanile del Feyenoord, nel 2019 ha firmato con lo Jeddeloh, club della quarta divisione tedesca. L'anno successivo è stato acquistato dallo Sparta Rotterdam, con cui ha esordito in Eredivisie il 16 maggio 2021, disputando l'incontro perso per 2-1 in trasferta contro l'Heerenveen.

## Statistiche

### Presenze e reti nei club
Statistiche aggiornate al 20 marzo 2022.
| Stagione        | Squadra          | Campionato      | Campionato | Campionato | Coppe nazionali | Coppe nazionali | Coppe nazionali | Coppe continentali | Coppe continentali | Coppe continentali | Altre coppe | Altre coppe | Altre coppe | Totale | Totale |
| Stagione        | Squadra          | Comp            | Pres       | Reti       | Comp            | Pres            | Reti            | Comp               | Pres               | Reti               | Comp        | Pres        | Reti        | Pres   | Reti   |
| --------------- | ---------------- | --------------- | ---------- | ---------- | --------------- | --------------- | --------------- | ------------------ | ------------------ | ------------------ | ----------- | ----------- | ----------- | ------ | ------ |
| 2019-2020       | Jeddeloh         | RL              | 21         | 0          |                 | -               | -               |                    | -                  | -                  |             | -           | -           | 21     | 0      |
| 2020-2021       | Sparta Rotterdam | ED              | 1          | 0          | CO              | 0               | 0               |                    | -                  | -                  |             | -           | -           | 1      | 0      |
| 2021-2022       | Sparta Rotterdam | ED              | 5          | 0          | CO              | 1               | 0               |                    | -                  | -                  |             | -           | -           | 6      | 0      |
| Totale carriera | Totale carriera  | Totale carriera | 27         | 0          |                 | 1               | 0               |                    | -                  | -                  |             | -           | -           | 28     | 0      |